# Stai con me (Pooh)
Stai con me è un singolo dei Pooh uscito nel settembre 2000 come primo singolo estratto dal nuovo album Cento di queste vite.
Scritto dal duo Canzian-D'Orazio è dedicato alla relazione tra Red e Beatrice da poco diventata ufficialmente sua moglie.
Ha avuto la meglio su "I respiri del mondo" (Facchinetti-Negrini) cantata dai 4 e sostenuta da Roby e Dodi.

## Formazione
- Roby Facchinetti - voce e tastiere
- Dodi Battaglia - voce e chitarre
- Stefano D'Orazio - voce, batteria e flauto traverso
- Red Canzian - voce e basso